# Franz Kalde
Franz Kalde (* 1962 in Kirchhellen) ist ein deutscher Kirchenrechtler.

## Leben
Franz Kalde studierte in Münster und in München Katholische Theologie (Dipl.-Theol. Univ., 1986), Kanonisches Recht (Lic. iur. can., 1989), Theoretische Linguistik, Informatik und Germanistische Linguistik (Magister Artium, 1992). 1992 wurde er in München zum Dr. iur. can. promoviert; 1998 folgte in Salzburg die Habilitation für Kirchenrecht und die Ernennung zum Universitätsdozenten. Kalde vertrat im akademischen Jahr 2022/23 an der Ludwig-Maximilians-Universität München den Lehrstuhl für Kirchenrecht, insbesondere Verwaltungsrecht und Kirchliche Rechtsgeschichte.
In der Rechtsprechung ist Kalde seit 2000 als Richter am Erzbischöflichen Diözesan- und Metropolitangericht Paderborn tätig, seit 2022 zusätzlich als Richter am Erzbischöflichen Diözesan- und Metropolitangericht Bamberg; 2005 wurde er zum Offizialatsrat ernannt. Von 2010 bis 2013 war er Vorsitzender der Associatio Winfried Schulz und von 2013 bis 2019 Präsident der Deutschen Gesellschaft für Kirchenrecht.
Die von Kalde herausgegebenen Bände „Authentische Interpretationen zum Codex Iuris Canonici“ sind ein Standardwerk, das im Lexikon für Theologie und Kirche (3. Aufl.) als Abkürzung „Kalde“ geführt wird (Band 11, S. 715*).
Kalde verknüpft kirchenrechtliche Fragestellungen mit sprach- und kulturwissenschaftlichen Themen. Aktuelle Forschungsschwerpunkte sind u. a. Diplomatik und Andachtsgraphik.

## Schriften (Auswahl)
- Authentische Interpretationen zum Codex Iuris Canonici: Responsiones authenticae PCI, i.e. Collectio responsionum a Pontificia Commissione Codici Iuris Canonici authentice interpretando annis 1984–1989 datarum. Metten 1990, ISBN 3-9801820-3-7.
- Authentische Interpretationen zum Codex Iuris Canonici I (1984–1994). 2. erweiterte Auflage. Metten 1996. ISBN 3-930725-01-0.
- mit Heribert Schmitz: Partikularnormen der deutschsprachigen Bischofskonferenzen. Metten 1990, ISBN 3-930725-00-2.
- Die Paarformel „fides – mores“. Eine sprachwissenschaftliche und entwicklungsgeschichtliche Untersuchung aus kanonistischer Sicht. St. Ottilien 1991. ISBN 3-88096-575-7.
- Kirchlicher Finanzausgleich: Kanonistische Aspekte zu einem gesamtkirchlich neu entdeckten Mittel kirchlicher Finanzverteilung. Würzburg 1993. ISBN 3-429-01519-7.
- mit Heribert Schmitz: Partikularnormen der Deutschen Bischofskonferenz. Text und Kommentar. Metten 1996. ISBN 3-930725-00-2.
- Authentische Interpretationen zum Codex Iuris Canonici II (1995–2005) sowie weitere amtliche Verlautbarungen des Päpstlichen Rates für die Gesetzestexte. Metten 2007. ISBN 978-3-930725-05-2.
- mit Rüdiger Althaus: Partikularnormen und Generaldekrete der deutschsprachigen Bischofskonferenzen. Text und Kommentar. Metten 2024. ISBN 978-3-930725-09-0.

### Zeitschriftenbeiträge (Auswahl)
- Der Richter und sein Ruf: Zu einer Voraussetzung richterlicher Tätigkeit. In: De Processibus Matrimonialibus 1 (1994) 33-51. https://nbn-resolving.org/urn:nbn:de:bvb:384-uba002751-5.
- Vom kirchenrechtlichen Zeugnis zum frommen Andenken: Osterbeichtzettel in der Erzdiözese Salzburg. In: Mitteilungen der Gesellschaft für Salzburger Landeskunde 135 (1995) 101-130.https://www.zobodat.at/pdf/MGSL_135_0101-0130.pdf.
- Das Gericht nicht unter den Scheffel stellen. Public relations und kirchliche Gerichtsbarkeit. In: De Processibus Matrimonialibus 2 (1995) 443-447. https://nbn-resolving.org/urn:nbn:de:bvb:384-uba002751-5.
- (Staats-)Kirchenrechtler als Autoritäten in der österreichischen Rechtsprechung. Eine Rechtsdatenbank im Dienste der Wissenschaftsgeschichte. Hugo Schwendenwein zur Vollendung des 80. Lebensjahres. In: De Processibus Matrimonialibus 13 (2006) 119-138 (zusammen mit Johannes Martetschläger). https://nbn-resolving.org/urn:nbn:de:bvb:384-uba002763-0.

### Weitere Veröffentlichungen
- Franz Kalde schrieb zahlreiche weitere Artikel, u. a. für das Lexikon für Theologie und Kirche (LThK), das Biographisch-Bibliographische Kirchenlexikon (BBKL), und das Lexikon für Kirchen- und Religionsrecht (LKRR) sowie das Lexikon für Kirchen- und Staatskirchenrecht (LKStKR).

## Belege
| Personendaten    | Personendaten             |
| ---------------- | ------------------------- |
| NAME             | Kalde, Franz              |
| KURZBESCHREIBUNG | deutscher Kirchenrechtler |
| GEBURTSDATUM     | 1962                      |
| GEBURTSORT       | Kirchhellen               |